# 足相撲
足相撲（あしずもう）とは、足・脚を使った遊戯で、基本的に2人で行う。古くは、足押しともいった。

## ルール

### 立て膝にした片足を絡めて勝負する場合
1. 2人で腰を下ろして向かい合う。
2. 手を前または後ろで組む。
3. 左足は横にして床につけるか立て膝にする。
4. 右足は前に出しておき、足裏を内側にして倒し、足裏を相手の足裏と合わせておく。
5. 「はっけよーい」で互いに右足の足裏を合わせたまま右足の足首から先を踵を床につけたまま立てる。
6. 「のこった」で右足同士で互いに押したり引いたり持ち上げたりして勝負する。このとき、足裏や脹脛、太腿など右足であればどこに触れてもよい。しかし、相手の右足以外の部分に触れたり、相手の右足を蹴ったりしてはならない。
7. 相手を倒したり相手の手が床に着いたりしたら勝ち。
8. 左足でも右足と同様に勝負できる。

### 互いの脛を内側に押し合って勝負する場合（脛押し）
1. 腰を下ろして相手と向かい合い、両手を床に着ける。
2. 互いの右足を体育座りのように前に出し、脛の部分を合わせる。
3. 立て膝にした自分の左足の内側で相手の右足を外側から押さえる。このとき自分の左足をあぐらをかくように倒しておき、足裏で相手の右足を押さえるようにしてもよい。
4. 互いに右足の脛を押し合う。
5. 相手を降参させたり、相手の脛を倒したりしたら勝ち。
6. 左足でも右足と同様に勝負できる。

### 互いの足裏を合わせて押し合って勝負する場合（足押し）
1. 2人で腰を下ろして向かい合い、両手を床に着ける。
2. 両足を前に出し、相手の両足の足の裏と自分の両足の足の裏を合わせる。
3. 両足を互いに押し合い、相手を倒したら勝ち。

### 互いの足の親指を絡めて勝負する場合（足指相撲・Toe Wresting）
1. 2人で腰を下ろして向かい合い、裸足にした同じ方の足を出す。
2. 互いにその足の親指を絡めあい、踵を床につけ、足を立てる。
3. 踵を床につけたまま腕相撲のように互いに内側に相手の足を押し合う。相手の足を倒し、3秒間押さえ込んだ方が勝ちである。
4. 互いの足のすぐ外側に倒れやすい物を置いてそれが倒れたかどうかで勝敗を決める方法もある。